# Doctor Neighbor
Doctor Neighbor er en amerikansk stumfilm fra 1916 af L.B. Carleton.

## Medvirkende
- Hobart Bosworth.
- Dorothy Davenport som Hazel Rogers.
- Gretchen Lederer som Christine Hall.
- Emory Johnson som Hamilton Powers.
- Charles H. Hickman som Morgan Keith.